# Javier Sáenz de Cosculluela
Javier Luis Sáenz de Cosculluela (ur. 11 października 1944 w Logroño) – hiszpański polityk i prawnik, parlamentarzysta, minister robót publicznych i urbanistyki (1985–1991).

## Życiorys
Z wykształcenia prawnik, absolwent Uniwersytetu Barcelońskiego. Podjął praktykę w zawodzie adwokata. Na początku lat 70. dołączył do nielegalnej wówczas Hiszpańskiej Socjalistycznej Partii Robotniczej (PSOE), a także do centrali związkowej Unión General de Trabajadores (UGT). Od 1973 do 1981 był sekretarzem generalnym PSOE we wspólnocie autonomicznej La Rioja.
W okresie przemian politycznych w 1977 został wybrany do konstytuanty. Od 1979 do 2000 sprawował mandat posła do Kongresu Deputowanych sześciu kadencji. Od lipca 1985 do lipca 1991 zajmował stanowisko ministra robót publicznych i urbanistyki w rządach Felipe Gonzáleza. W 2008 wybrany na prezesa AERCO, zrzeszenia przedsiębiorstw budowlanych w sektorze robót publicznych.